# The Devil-Ship Pirates
The Devil-Ship Pirates (bra: Piratas Diabólicos) é um filme americano-britânico de 1964, dos  gêneros aventura e ação, dirigido por Don Sharp para a Hammer Productions, com roteiro de Jimmy Sangster e trilha sonora de Gary Hughes.

## Sinopse
Em 1588, um navio pirata espanhol, depois da derrota da Invencível Armada, chega a uma pequena aldeia na Cornualha para fazer reparos, e seu capitão rapta uma garota para forçar a população a consertar seu navio.

## Elenco
- Christopher Lee ....... Capitão Robeles
- Andrew Keir ....... Tom, pai de Harry
- John Cairney ....... Harry
- Duncan Lamont ....... Bosun
- Michael Ripper ....... Pepe, um pirata
- Ernest Clark ....... Sir Basil Smeeton
- Barry Warren ....... Don Manuel Rodriguez de Savilla
- Suzan Farmer ....... Angela Smeeton
- Natasha Pyne ....... Jane, irmã de Harry
- Annette Whiteley ....... Meg
- Charles Houston ....... pirata
- Philip Latham ....... Miller
- Harry Locke ....... Bragg
- Leonard Fenton ....... pirata
- Jack Rodney ....... Mandrake